# Tabarre
Tabarre (em crioulo, Taba), é uma comuna do Haiti, situada no departamento do Oeste e no arrondissement de Port-au-Prince.
De acordo com o censo de 2003, sua população total é de 3.450 habitantes.